# Вулиця Андрія Малишка (Тернопіль)
Вулиця Андрія Малишка — вулиця в житловому масиві «Східний» міста Тернополя. Названа на честь українського поета, перекладача, літературного критика Андрія Малишка.

## Відомості
Розпочинається від вулиці Глибокої, пролягає на південний схід, згодом — на південь до вулиці Андрія Манастирського, де і закінчується. Рух по вулиці односторонній — лише від вулиці Манастирського до вулиці Глибокої. На вулиці розташовані переважно приватні будинки, є кілька багатоквартирних.

## Дотичні вулиці
Лівобічні: Андрія Чайковського, Василя Стефаника

## Транспорт
На вулиці знаходиться зупинка громадського транспорту, до якої курсує автобусний маршрут №12.